# John M. Thayer

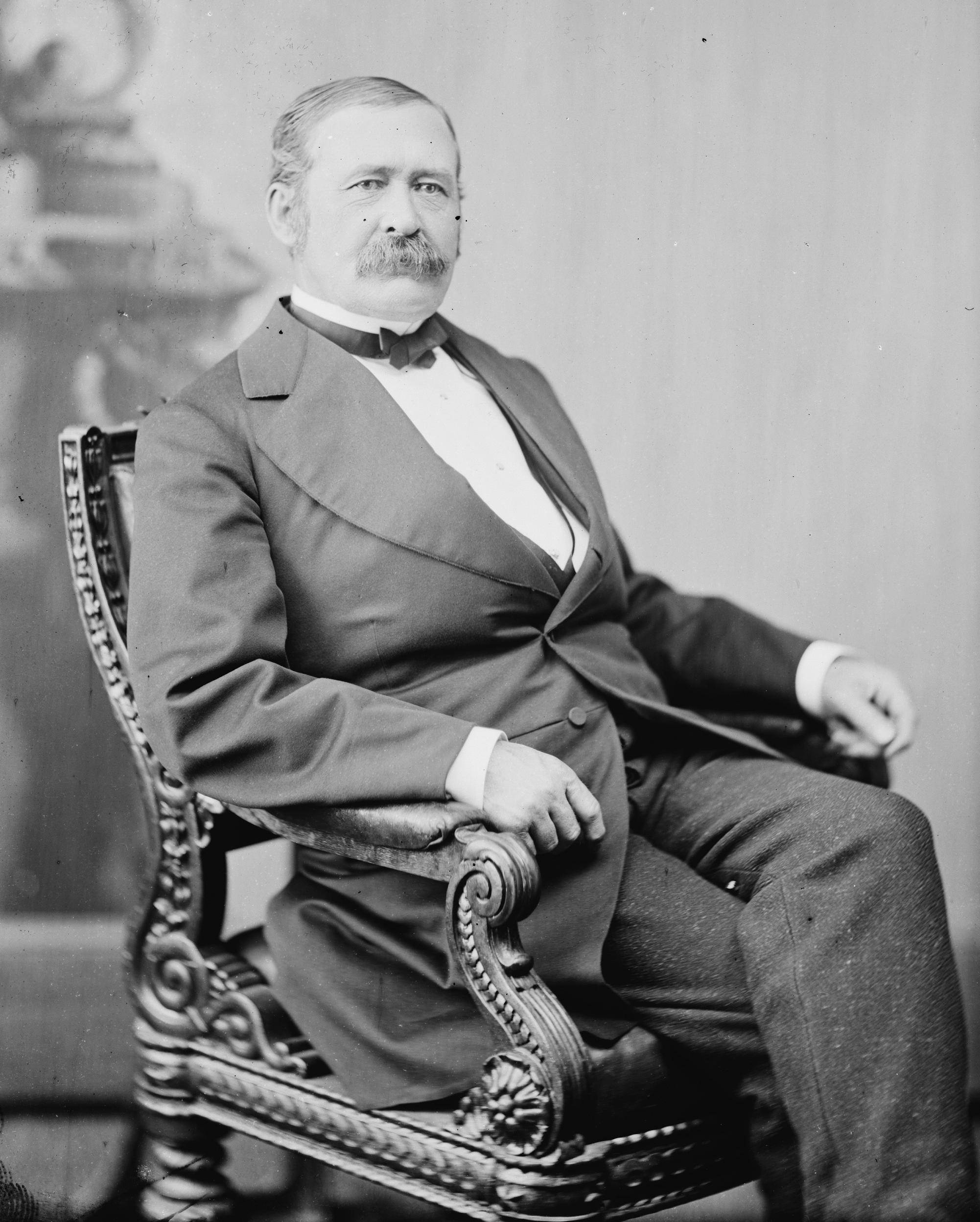
John Milton Thayer

John Milton Thayer (* 24. Januar 1820 in Bellingham, Norfolk County, Massachusetts; † 19. März 1906 in Lincoln, Nebraska) war ein US-amerikanischer Politiker und zwischen 1887 und 1892 der siebte Gouverneur des Bundesstaates Nebraska. Zuvor war er Gouverneur des Wyoming-Territoriums und US-Senator für Nebraska.

## Frühe Jahre
John Thayer wurde am 24. Januar 1820 in Bellingham als Sohn von Elias und Ruth Staples Thayer geboren. Er besuchte zunächst die örtlichen Schulen seiner Heimat und studierte im Anschluss bis 1841 Jura an der Brown University in Providence, Rhode Island. Neben seiner anschließenden Tätigkeit als Anwalt war er auch noch Herausgeber der Zeitschriften Worcester Magazine und Historical Journal. Ab 1842 konnte er erste militärische Erfahrung sammeln, als er der örtlichen leichten Infanterie beitrat. Seine Frau Mary Torrey Allen († 1892) heiratete er am 17. Dezember 1842. Im Jahr 1854 zog er mit seiner Familie nach Omaha im damaligen Nebraska-Territorium.

## Politischer und militärischer Aufstieg
In der Nähe von Omaha bewirtschaftete Thayer eine Farm und wurde Mitglied des State Board of Agriculture, einem Komitee, das sich für die Belange der Landwirtschaft einsetzte. Gleichzeitig trat er der Republikanischen Partei bei und half beim Aufbau des Landesverbandes in Nebraska.

### Indianerkriege
Schon 1855 hielt Thayer als Mitglied der Miliz mit Origen D. Richardson das erste Treffen mit den Pawnee-Indianern auf Territoriums-Grund. Diese hatten den Zorn der Siedler in der Nähe von Fontanelle auf sich gezogen, da sie deren Vieh gejagt und getötet haben sollten. Thayer verhandelte mit dem Pawnee-Häuptling Petalesharu und der Frieden konnte bis 1859 aufrechterhalten werden. Dann jagten Pawnee, die im Vertrag von Table Creek zugestimmt hatten, ihr Land aufzugeben und ins Loup-Tal überzusiedeln, das Vieh der Siedler erneut. In einem Gefecht wurde einer der Siedler verwundet und vier Indianer getötet. Wiederum gelang es den unter der Führung von Thayer aus Omaha kommenden Truppen zusammen mit Soldaten aus Fremont, Fontanelle und Columbus, den Streit ohne weitere Kampfhandlungen beizulegen und die Missverständnisse aufzuklären. Im Anschluss wurden die Indianer in ihr neues Siedlungsgebiet, das in der Nähe des heutigen Ortes Genoa liegt, umgesiedelt.

### Bürgerkrieg
Im Jahr 1860 wurde er in das territoriale Parlament gewählt, legte sein Mandat jedoch 1861 nieder, um aktiv im Bürgerkrieg zu kämpfen. Er stellte ein 1000 Mann starkes Regiment mit Soldaten aus Nebraska auf (1st Nebraska Infantry), das er selbst als Colonel kommandierte. Des Weiteren kämpfte er um Fort Donelson und in Shiloh und wurde am 4. Oktober 1862 zum Brigadegeneral befördert. Als solcher unterstand ihm die Erste Division des XV. Korps der Unionsarmee bei der Schlacht um Vicksburg im Jahr 1863. In der Folge wurde er zur Kavallerie nach Fort Smith, Arkansas und gegen Ende des Krieges nach St. Charles, Arkansas abkommandiert, bevor man ihm 1865 nach Kriegsende den Brevet-Rang des Generalmajors verlieh.

### US-Senator
Nachdem der Krieg beendet war, widmete sich Thayer wieder verstärkt politischen Aufgaben. Im Jahr 1866 war Thayer Mitglied der verfassungsgebenden Versammlung von Nebraska und wurde 1867 neben Thomas Tipton einer der zwei ersten US-Senatoren aus dem neu geschaffenen Staat. Seine Amtszeit dauerte bis 1871 an, als er von Algernon Sidney Paddock als Senator abgelöst wurde.

### Gouverneur des Wyoming-Territoriums
Im Jahr 1875 wurde er von Präsident Ulysses S. Grant zum Territorialgouverneur von Wyoming ernannt. Dieses Amt hatte er zwischen dem 1. März 1875 und dem 29. Mai 1878 inne. In Kritik geriet Thayer, als er im Konflikt zwischen der Territoriums- und der Bundesregierung Partei für erstere ergriff: Nach der Einsetzung eines Richters in Wyoming durch die Bundesregierung wurden diesem wegen mangelnder Beliebtheit Amtsbezirke ohne Einwohner zugeteilt. Thayer hatte diesen Antrag unterschrieben und musste schließlich sein Amt vorzeitig an John Wesley Hoyt abgeben. Eine Kandidatur als republikanischer Kandidat für den Kongress Wyomings lehnte Thayer im selben Jahr ab und kehrte nach Nebraska zurück, wo er seinen Beruf als Anwalt wieder aufnahm. Im Jahr 1886 wurde er als Kandidat der Republikanischen Partei zum neuen Gouverneur von Nebraska gewählt. Mit 55,2 Prozent der Stimmen setzte er sich gegen den Demokraten James E. North durch.

### Gouverneur von Nebraska
John Thayers Amtszeit begann am 6. Januar 1887. In seiner insgesamt fünfjährigen Amtszeit wurden die Folgen einer großen Dürre überwunden und Gesetze zur Kontrolle der Eisenbahngesellschaften erlassen. Im Jahr 1888 wurde Thayer für weitere zwei Jahre in seinem Amt bestätigt. Die nächste Wahl im Jahr 1890 war umstritten. Der eigentliche Wahlsieger war der Demokrat James E. Boyd. Boyd, der irischer Abstimmung war, galt jedoch zunächst als nicht wählbar, da seine Staatsangehörigkeit ungeklärt war. Thayer focht daher die Wahl an und der Oberste Gerichtshof von Nebraska musste den Fall entscheiden. Bis zur Entscheidung sollte Thayer weiter im Amt bleiben. Nachdem das Gericht zu Gunsten von Boyd entschieden hatte, schied Thayer am 8. Februar 1892 aus dem Amt. Damit hatte er über die Hälfte der eigentlichen Amtszeit von Boyd absolviert.

## Weiterer Lebenslauf
Nach dem Ende seiner Zeit als Gouverneur zog sich Thayer in das Privatleben zurück. Er war aber weiterhin als Rechtsanwalt tätig. John Thayer starb am 19. März 1906 im Alter von 86 Jahren. Er war mit Mary Torrey Allen verheiratet, mit der er sechs Kinder hatte. Sein Neffe Arthur Laban Bates (1859–1934) war Kongressabgeordneter für den Staat Pennsylvania. Nach Thayer sind das Dorf Thayer und das Thayer County in Nebraska benannt.